# 캔슬
캔슬(project cancellation)은 완공 이전에 발생하는 프로젝트 중단으로, 펀딩과 기타 프로젝트 자원으로의 접근 중단을 포함한다. 캔슬은 비용 초과, 일정초과, 예산변화, 목적변화, 정치요인, 또는 이들 요인과 다른 요인들이 복합적으로 작용한 결과일 수 있다.
소프트웨어 개발 부문에서는 미국의 소프트웨어 개발 프로젝트들 중 대략 절반에서 발생한다.

## 같이 보기
- 경영분석